# イスラム・アルビエフ
イスラム・アルビエフ（ロシア語: Исламбек Цилимович Альбиев、ローマ字: Islam-Beka Albiev、1988年12月28日 - ）は、ロシアのレスリング選手。2008年北京オリンピックレスリンググレコローマンスタイル60kg級の金メダリストである。ロシア連邦チェチェン共和国グロズヌイ出身。

## 実績
- オリンピック
  - 2008年北京オリンピック　金メダル